# Aegidius Albertinus
Aegidius Albertinus (Deventer, 1560. körül – München 1620. március 9.) befolyásos német író és fordító volt az ellenreformáció idején.
Albertinus Hollandiából származott, de sem születésének dátuma, sem pályafutása nem ismert. Tudjuk azonban, hogy több idegen nyelvet beszélt és 1593-ban, 33 évesen ismert férfiúként érkezett Spanyolországból a müncheni királyi udvarba és ajánlotta fel szolgálatait. Valószínű, hogy hosszabb-rövidebb ideig külföldön tartózkodott, és ott tett szert átfogó nyelvismeretre. Már 1597-ben udvari tanácsosi titkár (Hofratsekräter) volt, majd 1601-től az udvari könyvtár vezetője.
Életműve 52 könyvet tesz ki, melyek elsősorban spanyol, olasz, francia és latin írók műveinek fordításai. Eredeti stílusa előző korok íróinak nyelvezetére emlékeztet. A katolikus ellenreformáció harcos szószólója volt és támogatta a boszorkányüldözést. Jelentőségét a német irodalomtörténetben annak köszönheti, hogy németre fordította Mateo Alemán spanyol pikareszk regényét "Guzmán de Alfarche" címmel (1615), amely számos barokk íróra, többek között Abraham a Sancta Clarára, Johann Beerre, Grimmelshausenre, Moscheroschra, Christian Reuterre és Daniel Speerre hatott.

## Művei, fordításai
- Christi Königreich und Seelengejaidt, szerkesztette Rainulf A. Stelzmann. Bern, 1983
- De Conviviis...Von Gastereyen, szerkesztette Herbert Walz. Bern, 1983
- Hirnschleiffer, szerkesztette Lawrence Stilo Larsen. Stuttgart, 1977
- Institutiones vitae aulicae oder Hofschul, szerkesztette Erika Alma Metzger. Bern, 1978
- Der Landstörtzer Gusman von Alfarche, szerkesztette Jürgen Mayer. Hildesheim, 1975
- Lucifers Königreich und Seelengejaidt, szerkesztette Rochus von Liliencron. Berlin, 1884
- Verachtung des Hoflebens und Lob des Landlebens, szerkesztette Christoph Schweitzer. Bern, 1987
- Der Welt Thurnierplatz. Leipzig, 1975
- Der Welt Tummel- und Schaw-Platz…. Krüger, Augsburg többek között 1612-ben, majd többször is (Petrus Berchorius: Reductorium morale fordítása)